# 不二稿京
不二稿 京（ふじわら けい、1957年3月12日 -）は日本の女優・撮影監督・編集者・脚本家・映画監督。旧芸名：藤原 京（ふじわら けい）。劇団「オルガンヴィトー」主宰。

## 人物
唐十郎主宰の状況劇場の看板女優として活動後、塚本晋也の海獣シアターにて映画製作を開始。『鉄男』では出演・美術・撮影も担当し、近年は監督・脚本家としても活動している。

## 出演作品
- The Neptune Factor (1973年)
- 普通サイズの怪人（監督：塚本晋也、1986年)
- 電柱小僧の冒険（監督：塚本晋也、1987年)
- 鉄男（監督：塚本晋也、1989年）
- オルガン（監督：不二稿京 、1996年)
- イド（監督：不二稿京 、2005年）
- 華魂 HANA-DAMA 誕生（監督：佐藤寿保 、2014年)

## 監督作品
- オルガン (1996年)
- イド (2005年)